# Filangis
Filangis es una sección del género Angraecum perteneciente a la familia de las orquídeas.
Contiene  unas siete especies originarias de Madagascar.  

## Especies seleccionadas
Tiene unas siete especies:
- Angraecum amplexicaule Toill.-Gen. &  Bosser
- Angraecum filicornu Thou. 1822